# Pachydissus langsonius
Pachydissus langsonius es una especie de escarabajo longicornio del género Pachydissus, tribu Cerambycini, subfamilia Cerambycinae. Fue descrita científicamente por Fairmaire en 1895.

## Descripción
Mide 27 milímetros de longitud.

## Distribución
Se distribuye por Vietnam.